# 白い牙 (テレビドラマ)
『白い牙』（しろいきば）は、日本テレビ系列にて1974年4月6日～9月28日まで放映されていた藤岡弘主演のアクションドラマ。全26回。

## 内容
警視庁捜査一課のエリート刑事であった有光洋介は、幼馴染の同僚刑事であり、恋人・杏子の兄でもある村木を射殺してしまい、暗黒街と関わりを持つ悪徳刑事の汚名を着せられる。しかし、これは暗黒街の黒幕が仕組んだ罠であり、実際に暴力組織と関係していたのは村木の方で、射殺も正当防衛によるものだった。だが、その事実を証明する術は有光にはなく、同僚の名誉のためにも、そして愛する杏子の幸せのためにも、口を噤むしかなかった。有光は証拠不十分で罪には問われなかったものの、警視庁を去ることになる。刑事崩れとなった有光は、かつての上司・草刈からの依頼を機に、警察では手に負えない事件を請け負う「事件屋」として生きることを決意。やがて有光は、自分と杏子の運命を狂わせた巨悪の存在を知ることになる。

## 主なキャスト
役名はDVDの解説より。

### 事件屋
有光洋介：藤岡弘
本編の主人公。刑事を辞めた後、肉体労働と警察に代わって悪党どもに制裁を下すことの掛け持ち生活を経て第9話で事件屋を開業。
- 演じた藤岡は、企画書を読んだときから主人公の生き様に共感していたといい、一番攻撃的な青春真っ只中であった藤岡自身の葛藤や時代に対する反発なども投影されたと述べている。

佐竹俊次：川津祐介（第1-5話、第7-15話、第17-21話、第23-26話）
雑誌「週刊スキャンダル」の記者。村木殺害事件の記事を書いたことがきっかけで有光達と知り合う。 最終回にて東郷と対決した有光を匿ったが、東郷配下の暴力団に捕まって拷問を受けた末、有光の腕の中で死亡した。記者生活で培った情報網を活かし、有光に協力する。飄々とした性格だが、仲間達を守るためには拷問にも屈しない男。
矢野吾郎：藤巻潤（第1-6話、第8-19話、第21-26話）
元ボクサー。鉄パイプをも曲げる腕力の持ち主。八百長試合がもとで暴力団に消されかかっていたところを、元トレーナーの大沼ともども有光に助けられた過去があり、有光には恩義を感じている、最終話では東郷と戦う決意を固めるが明子のことを考慮した有光によって外される。その後は佐竹が遺した資料を草刈に渡した。
大沼安男：ジェリー藤尾（第1-6話、第8-12話、第14話、第16-18話、第20話-第21話、第25話-第26話）
矢野の元押し掛けトレーナーでスナック「チャンピオン」のマスター。「チャンピオン」は有光達の溜まり場であり、事件屋のオフィスも兼ねている、最終話で東郷配下の暴力団に刺されて死亡。
明子：島かおり（第3-5話、第9話、第11話、第13-16話、第18-21話、第24-26話）
矢野の恋人。スナック「チャンピオン」で働くようになる。最終話で矢野の子供を宿していることが判明する。

### 警視庁捜査一課
草刈武男：佐藤慶（第1-4話、第6話、第8話-第9話、第11話、第14話、第16話、第18-20話、第25話-第26話）
課長。唐橋達の上司であり、有光のかつての上司でもある。法に忠実な姿勢であるものの、部下達とは異なり有光のことを完全には疑っておらず、内心では信頼を寄せており、事件屋へ調査を個人として依頼することもある。
唐橋：幸田宗丸（第1-4話、第8話-第9話、第11話、第14話、第19話、第26話）
主任。
村木：松川勉（第1話-第2話、第4話、第7話、第19話） ※第2話以降は回想シーンでの出演
有光の幼馴染にして同僚であり、また杏子の兄でもある。暗黒街の大物に接近した結果、癒着関係となり、彼らの命令で有光を射殺しようとした。
吉川：岡崎徹（第1-4話、第6話）
有光の元後輩。有光を慕っていたが、村木殺害事件後は激しい嫌悪感を抱くようになる。
古川：古川義範（第1-4話、第8話、第11話）
有光の元同僚。

### 事件屋の関係者
村木杏子：鳥居恵子（第1-9話、第17話、第24話-第25話）
有光の元婚約者。有光が黙秘を続けていたため、愛憎の葛藤に苛まれていたが、それに疲れ果て、第9話で故郷に帰っていった、24話にて村木殺しの真相を知るも、25話にて東郷配下の暴力団員に殺害される。
かおる：長谷川美雪（第1話、第4話、第11話）
ある事件で親兄弟を亡くした孤児。村木の事件さえなければ、有光と杏子の養女になるはずだった。
編集長：穂積隆信（第1話-第2話、第25話）
佐竹の上司。家族には妻子がいる。
古山吾助：伴淳三郎（第1話、第7話）
元故売屋。有光に逮捕されたことがあったが、孫の面倒を見てくれた有光に恩義を感じており、実の息子のように思っている。

### その他
東郷正豪：河津清三郎（第24-26話）
政財界を影で動かす超大物。暗黒街に対しても強大な支配力を持つ。警察やマスコミからもタブー視されており、彼を糾弾したジャーナリストは迷宮入りの事件として闇に葬られている。村木を利用していた暴力組織の黒幕でもあった、最終話にて佐竹の証言を基に草刈に連行されるが釈放される、その後、署から出て来たところを有光に腹部を匕首で刺されて死亡した。

## 各話別出演者
| 話数   | 出演者 |
| ------ | --- |
| 第1話  | 藤岡弘 川津祐介 藤巻潤 ジェリー藤尾 鳥居恵子 佐藤慶 山本麟一 岡崎徹 松川勉 穂積隆信 幸田宗丸 夏木章 嵐五郎 古川義範 別所立木 伴淳三郎（特別出演）                                                                            |
| 第2話  | 藤岡弘 藤巻潤 ジェリー藤尾 鳥居恵子 岡崎徹 穂積隆信 幸田宗丸 西沢利明 佐山俊二 草薙幸二郎 松川勉 八名信夫 福山象三 如月寛太 池田力也（大野剣友会） 桶田奈保美 内山森彦 古川義範 飛田喜佐夫 西沢武夫 大月優子 川津祐介 佐藤慶 |
| 第3話  | 藤岡弘 川津祐介 藤巻潤 ジェリー藤尾 島かおり 鳥居恵子 川地民夫 岡崎徹 幸田宗丸 横森久 木村元 中井啓輔 池田忠夫 小笠原弘 古川義範 大下真司 団五郎 田村貫 佐藤慶                                                               |
| 第4話  | 藤岡弘 川津裕介 藤巻潤 ジェリー藤尾 鳥居恵子 島かおり 岡崎徹 幸田宗丸 岡部健 室田日出男 大木正司 真屋順子 雅健二 松川勉 古川義範 山本廉 長谷川美雪 佐藤慶                                                                    |
| 第5話  | 藤岡弘 川津祐介 藤巻潤 ジェリー藤尾 島かおり 鳥居恵子 川村真樹 三好美智子 外山高士 綾川香 剣秀也 高森玄 田畑孝 続圭子 |
| 第6話  | 藤岡弘 藤巻潤 ジェリー藤尾 鳥居恵子 小林昭二 川辺久造 梅津栄 岡崎徹 荒砂ゆき 仙波和之 団巌 椎谷建治 西郷昭治 代志住正 西川ひろみ 白石守 沢田健 鳴海敏郎 安田孝 大塚春彦 佐藤慶                                               |
| 第7話  | 藤岡弘 川津祐介 鳥居恵子 松川勉 二宮さよ子 堀勝之祐 前田昌明 西優一 多田幸雄 紅理子 陸路久子 松本嘉 降旗慶一 山下操 新堀和男 久本昇 岡田勝 伴淳三郎                                                                          |
| 第8話  | 藤岡弘 川津祐介 藤巻潤 ジェリー藤尾 鳥居恵子 幸田宗丸 古川義範 加藤忠 岡崎二朗 渥美国泰 堀田真三 石太郎 川瀬ミキ 関根世津子 晴海勇三 松山親一 清水俊男 谷津勲 小池正史 中屋敷鉄也 （大野剣友会） 石川兼光 天野豊 佐藤慶      |
| 第9話  | 藤岡弘 川津祐介 藤巻潤 ジェリー藤尾 鳥居恵子 島かおり 天野新士 幸田宗丸 黒部進 木村元 佐藤文紀 中村文弥 三亜節朗 大阪憲 佐藤慶                                                                                               |
| 第10話 | 藤岡弘 川津祐介 藤巻潤 ジェリー藤尾 竜崎勝 秋山ユリ 伊藤高 東美江 山口護 瀬川新 大江徹 小池雄介 中村俊男 伊藤健 所雅樹 浜野暁美 鳥井忍 湯沢勉 杉野誠一                                                                       |
| 第11話 | 藤岡弘 川津祐介 藤巻潤 ジェリー藤尾 島かおり 幸田宗丸 古川義範 南利明 平泉征 海野まさみ 松浦洋子 長島亮子 長谷川美雪 佐藤慶                                                                                                  |
| 第12話 | 藤岡弘 川津祐介 藤巻潤 ジェリー藤尾 伊東四朗 榊原るみ 木島新一 井上博一 柳沢紀男 美谷紫之 井上三千雄 笠井三規子 前沢迪雄 衣川貞夫 渡辺隆一 岡田由美子 新海丈夫 沖隆二郎 田村錦人 池田力也 （大野剣友会）                     |
| 第13話 | 藤岡弘 川津祐介 藤巻潤 島かおり 野村けい子 杉田かおる 田口計 中田博一 倉田地三 左昇平 堀切文雄 河西喜義 佐藤昇 池田力也 （大野剣友会） 立川恵三 あびる啓三 愛川欽也                                                          |
| 第14話 | 藤岡弘 川津祐介 藤巻潤 ジェリー藤尾 島かおり 幸田宗丸 内田喜郎 来栖あんな 藤田漸 沢田勝美 光枝明彦 二丁千太 牛丸いくこ 田中勝 金親保雄 小金井宣夫 永谷明彦 佐藤慶                                                            |
| 第15話 | 藤岡弘 川津祐介 藤巻潤 島かおり 鈴木瑞穂 折原啓子 沖田駿一 菅野直行 荒巻啓子 絹かずみ 内田勝正 津村秀祐 小池栄 斉藤健一 高橋弘信 永井邦道 山本省二 小比類巻孝一 浦信太郎                                                     |
| 第16話 | 藤岡弘 藤巻潤 ジェリー藤尾 島かおり 内藤武敏 赤座美代子 力石考 中津川みなみ 岸野一彦 新島慶子 村上幹夫 丸山詠二 北川博子 横田泰代 松田真理 佐藤慶                                                                            |
| 第17話 | 藤岡弘 川津祐介 藤巻潤 ジェリー藤尾 鳥居恵子 河原崎長一郎 近藤準 朝若芳太郎 入江正徳 加地健太郎 野地きくみ 五十嵐美鈴 李長 陳權 岑淑儀                                                                                       |
| 第18話 | 藤岡弘 川津祐介 藤巻潤 ジェリー藤尾 島かおり 榊ひろみ 柳生博 杜沢泰文 福岡正剛 高木真二 峰秀一 堀辺隆一 衣川貞夫 練木二郎 森矢雄二 会田由来 佐藤慶                                                                           |
| 第19話 | 藤岡弘 川津祐介 藤巻潤 島かおり 長谷川弘 幸田宗丸 影山丈二 木下陽夫 二階堂剛 清水昇 石井宏明 児玉悦郎 夏木章 星野暁一 東尚 叶年史 別所立木 桑原浩 佐藤慶                                                                     |
| 第20話 | 藤岡弘 川津裕介 ジェリー藤尾 島かおり 森下哲夫 有吉ひとみ 北村総一郎 奥野匡 石崎二郎 田辺達三 伊東義高 中村方隆 和田健一郎 沖隆二郎 佐藤慶                                                                                   |
| 第21話 | 藤岡弘 川津裕介 ジェリー藤尾 藤巻潤 島かおり 佐竹明夫 上野山功一 佐々木孝丸 近藤宏 女屋実和子 江幡高志 柄沢英二 丹古母鬼馬二 新堀和男 翁長和男 山田茂                                                                        |
| 第22話 | 藤岡弘 藤巻潤 森大河 田中エリカ ゆうきみほ 伊東光一 水橋和夫 森愛 大川万裕子 山根竜次 竹渕眞一 田頭信幸 伊藤たくみ 石塚信幸                                                                                                  |
| 第23話 | 藤岡弘 川津裕介 藤巻潤 北原義郎 中村孝雄 堺左千夫 内山森彦 川崎陽子 山根久幸 島田茂 黒崎勇 飯塚実 河原崎洋夫 湯浅洋行 安部徹                                                                                                 |
| 第24話 | 藤岡弘 川津裕介 藤巻潤 島かおり 鳥居恵子 天津敏 弘松三郎 鈴木和夫 大石朗 小笠原弘 三重街恒二 尾崎孝二 木島進介 香月淳 加藤弘二 新海丈夫 稲川善一 田川恒夫 長沢良治 山下望 武田昌之 河津清三郎                                |
| 第25話 | 藤岡弘 川津裕介 藤巻潤 ジェリー藤尾 鳥居恵子 島かおり 天津敏 村上不二夫 高城淳一 穂積隆信 三重街恒二 尾崎孝二 里見ゆり 稲川善一 河津清三郎 佐藤慶                                                                            |
| 第26話 | 藤岡弘 川津裕介 藤巻潤 ジェリー藤尾 島かおり 高城淳一 玉川伊佐男 幸田宗丸 大泉滉 松木敏男 嵐五郎 平沢信夫 浅倉一 葛巻輝彦 小林松海 矢野宏 武田昌之 河津清三郎 佐藤慶                                                         |

## スタッフ
- プロデューサー:春日千春、川口武夫（大映テレビ）、岡田晋吉（第1話～第8話）、吉川斌（第9話～第26話）、高橋靖二（日本テレビ）
- 音楽:菊池俊輔
- 撮影:森隆吉
- 照明:田中良正
- 美術:仲美喜雄
- 録音:奥山秀夫、飛田喜美雄
- 編集:田賀保
- 助監督:青木敏
- 記録:広川貴美子、水平富貴子
- 撮影助手:知識護
- 照明助手:小川正治
- 録音助手:塩原政勝
- 編集助手:倉橋静男
- オートバイアクション:日本レーシングマネージメント（第22話）
- ナレーター:水島弘（第1話～第8話）、矢島正明（第9話～第26話）
- 制作主任:水谷務
- 衣装:富士衣装
- 録音スタジオ:T・E・A
- 現像:東洋現像所
- 殺陣:大野剣友会
- カーアクション:福田レーシングチーム
- 衣装提供:株式会社カインドウェア、イトキングループ
- 協力:アリタリア航空（第17話）、リーガーデンホテル（第17話）、香港観光協会（第17話）
- 制作:大映テレビ株式会社

## 主題歌
- 『悲しみにつばをかけろ』 歌：本郷直樹 （RCAビクター）
作詞：なかにし礼 作曲：菊池俊輔 編曲：あかのたちお

## 放送リスト
| 各話   | 放送日        | サブタイトル                 | 脚本                | 監督     |
| ------ | ------------- | ---------------------------- | ------------------- | -------- |
| 第1話  | 1974年4月6日  | 悪徳刑事・有光洋介           | 松田寛夫            | 野田幸男 |
| 第2話  | 1974年4月13日 | 東京無宿・有光洋介           | 松田寛夫            | 野田幸男 |
| 第3話  | 1974年4月20日 | 悪名悲歌(エレジー)・有光洋介 | 神波史男            | 富本壮吉 |
| 第4話  | 1974年4月27日 | 愛憎悲歌(エレジー)・有光洋介 | 松田寛夫            | 富本壮吉 |
| 第5話  | 1974年5月4日  | 人間標的・有光洋介           | 山浦弘靖            | 帯盛迪彦 |
| 第6話  | 1974年5月11日 | 事件渡世・有光洋介           | 山本邦彦            | 帯盛迪彦 |
| 第7話  | 1974年5月18日 | 父子仁義・有光洋介           | 石松愛弘            | 井上芳夫 |
| 第8話  | 1974年5月25日 | 刺客請負・有光洋介           | 小野龍之助 神波史男 | 井上芳夫 |
| 第9話  | 1974年6月1日  | トラブル買います             | 松田寛夫            | 帯盛迪彦 |
| 第10話 | 1974年6月8日  | 暴力の静かな足音             | 石松愛弘            | 井上芳夫 |
| 第11話 | 1974年6月15日 | 哀しき父性愛                 | 山浦弘靖            | 宮下泰彦 |
| 第12話 | 1974年6月22日 | ピエロの泪                   | 山本邦彦            | 帯盛迪彦 |
| 第13話 | 1974年6月29日 | トランペットは子守唄がお好き | 山浦弘靖            | 田中重雄 |
| 第14話 | 1974年7月6日  | 青春挽歌                     | 松田寛夫            | 手銭弘喜 |
| 第15話 | 1974年7月13日 | 昼下がりの訪問者             | 山浦弘靖            | 帯盛迪彦 |
| 第16話 | 1974年7月20日 | 虚栄の女                     | 松田寛夫            | 湯浅憲明 |
| 第17話 | 1974年7月27日 | ホンコン慕情                 | 石松愛弘            | 手銭弘喜 |
| 第18話 | 1974年8月3日  | 事件屋仕掛人                 | 松田寛夫            | 井上昭   |
| 第19話 | 1974年8月10日 | 殺しを誘う声                 | 山浦弘靖            | 井上芳夫 |
| 第20話 | 1974年8月17日 | 暗黒街の刑事                 | 小野竜之助          | 手銭弘喜 |
| 第21話 | 1974年8月24日 | 裸の値段                     | 山本邦彦            | 帯盛迪彦 |
| 第22話 | 1974年8月31日 | クレージーライダー           | 松田寛夫            | 宮下泰彦 |
| 第23話 | 1974年9月7日  | 葬いのバラード               | 小野竜之助          | 帯盛迪彦 |
| 第24話 | 1974年9月14日 | 復讐の呼び声                 | 神波史男            | 井上芳夫 |
| 第25話 | 1974年9月21日 | 復讐の炎                     | 神波史男            | 手銭弘喜 |
| 第26話 | 1974年9月28日 | 復讐のフィナーレ             | 神波史男            | 帯盛迪彦 |

## 前後番組
| 日本テレビ系 土曜22時台（一部地域を除く） | 日本テレビ系 土曜22時台（一部地域を除く） | 日本テレビ系 土曜22時台（一部地域を除く） |
| 前番組                                    | 番組名                                    | 次番組                                    |
| ----------------------------------------- | ----------------------------------------- | ----------------------------------------- |
| 土曜日の女 （一話完結のドラマシリーズ）   | 白い牙                                    | 傷だらけの天使                            |